# Mohamed Kamanor
Mohamed Kamanor (n. Freetown, 15 de octubre de 1992) es un futbolista sierraleonés que juega en la demarcación de defensa para el Ports Authority FC de la Liga Premier de Sierra Leona.

## Selección nacional
Debutó con la selección de fútbol de Sierra Leona el 19 de julio de 2014 en un partido de clasificación para la Copa Africana de Naciones de 2015 contra Seychelles que acabó con un resultado de 2-0 a favor del combinado sierraleonés. Además disputó la clasificación para la Copa Africana de Naciones de 2017 y la clasificación para la Copa Mundial de Fútbol de 2018.

## Clubes
| Club                    | País         | Año         | Partidos | Goles |
| ----------------------- | ------------ | ----------- | -------- | ----- |
| Kallon FC               | Sierra Leona | 2008 - 2012 |          |       |
| Umeå FC (cedido)        | Suecia       | 2012        | 13       | 0     |
| Djurgårdens IF (cedido) | Suecia       | 2012        | 0        | 0     |
| Kallon FC               | Sierra Leona | 2012 - 2014 |          |       |
| Umeå FC                 | Suecia       | 2014        | 21       | 1     |
| Kallon FC               | Sierra Leona | 2015 - 2019 |          |       |
| Ports Authority FC      | Sierra Leona | 2019 -      |          |       |